# Ernst Buschor
Ernst Buschor, né le 2 juin 1886 à Hürben et mort le 11 décembre 1961 à Munich, est un archéologue classique et historien allemand de l'art antique.

## Biographie
Ernst Buschor est né à Krumbach, en Souabe bavaroise, dans une famille de paysans. Après le lycée à Nuremberg, il commence des études de droit à Munich, mais l’archéologue Adolf Furtwängler lui communique bientôt sa passion : il publie avant même de soutenir sa thèse un premier ouvrage remarqué sur la céramique grecque.
D’abord assistant à Munich, puis professeur à Erlangen et à Fribourg, il prend de 1921 à 1929 la tête de l’Institut allemand d’archéologie à Athènes. C’est là qu’il développe le cœur de son œuvre, l’interprétation de l’art grec archaïque et classique.
En 1929, il est nommé professeur ordinaire à Munich, où son enseignement rigoureux et passionné attire de nombreux étudiants. Parallèlement, il mène une activité d’archéologue, dirigeant notamment, de 1925 au début de la Seconde Guerre mondiale, les fouilles sur le site de Heraion à Samos, où il se rend plus d’une cinquantaine de fois.
Pendant toute la période du Troisième Reich, Buschor poursuit sa carrière de professeur à Munich. Il est suspendu en 1945.
Il est décoré, en 1959, de l'ordre Pour le Mérite.
Dans les années 1960, plus de la moitié des chaires d’archéologie classique d'Allemagne de l'Ouest sont occupées par d'anciens étudiants de Buschor.

## Œuvre
L’œuvre de Buschor se concentre sur la Grèce archaïque et classique (elle ne traite que marginalement de la Grèce hellénistique ou de l’époque romaine). Elle se compose pour l'essentiel d'ouvrages denses, brefs et richement illustrés.
Elle porte sur la céramique (Griechische Vasenmalerei, 1913, Bilderwelt grieschicher Töpfer, 1954), la sculpture (Die Plastik der Griechen, 1936, Vom Sinn der griechischen Standbilder, 1942, Phidias der Mensch, 1948). Avec l’âge, sa production tend à se faire plus poétique et moins strictement scientifique (Grab eines attischen Mädchens, 1959), mais la perspective s’élargit également : le livre Bildnisstufen (1947, refondu sous le titre Das Porträt, 1960) retrace le développement du portrait de l’Égypte ancienne à Picasso.
Ses recherches sur le site d’Heraion à Samos ont donné lieu à de nombreuses publications en revue, ainsi qu’aux volumes Altsamische Standbilder (3 vol., 1934-1935, puis 2 vol., 1960-1961) publiés par l’Institut archéologique, qui comportent essentiellement des photographies (plusieurs centaines).
Buschor a consacré les dernières années de sa vie à traduire la tragédie attique, dans un style vivant destiné à la scène. Ces traductions forment un ensemble de dix volumes (Gesamtausgabe der griechischen Tragödien, 1979) dont le dernier est un essai rédigé dès 1947 par Buschor, Über das griechische Drama.
Dans le cadre des activités de l’Académie bavaroise des sciences (à partir de 1931), Buschor a participé à l’élaboration de nombreux fascicules scientifiques.
Aucune de ses œuvres n'est traduite en français.

## Sources
- (en) Dictionary of Art Historians (Dictionnaire des historiens d'art)
- (de) Page consacrée à Ernst Buschor sur le site de l'ordre Pour le Mérite
- (de) S. Altekamp, Klassische Archäologie und Nationalsozialismus (Archéologie classique et national-socialisme)